# Championnat d'Italie de beach soccer
 (mai 2022).
Le championnat d'Italie de beach soccer est une compétition annuelle de beach soccer disputée entre les clubs italiens.

## Championnat masculin

### Histoire
Un championnat non officiel existe depuis 1999. En 2004, la ligue nationale amateur de football italien décide de se consacrer au beach soccer est créé trois compétition : la Coupe d'Italie, la Supercoupe et le championnat de Serie A.
En 2012, Terranova Terracina bat Viareggio Beach Soccer (7-4), vainqueur de la Coupe d'Italie un peu plus tôt, en finale de championnat devant 3 000 spectateurs avec l'aide des brésiliens Bruno Xavier et Bruno Malias.

### Palmarès

#### Championnat non officiel (1999-2004)
- 1999 : Cavalieri del Mare
- 2000 : Catanzaro BS
- 2001 : Vasto BS
- 2002 : Catanzaro BS
- 2003 : Catanzaro BS

#### Serie A (depuis 2004)
- 2004 : Cavalieri del Mare
- 2005 : Cavalieri del Mare
- 2006 : Milan BS
- 2007 : Milan BS
- 2008 : Catane BS
- 2009 : Naples BS
- 2010 : Milan BS
- 2011 : Terracina BS
- 2012 : Terracina BS
- 2013 : Milan BS

#### Bilan
| Club                                 | Victoires | Années                 |
| ------------------------------------ | --------- | ---------------------- |
| Milano Beach Soccer                  | 4         | 2006, 2007, 2010, 2013 |
| Cavalieri del Mare Viareggio         | 3         | 1999, 2004, 2005       |
| Catanzaro Beach Soccer               | 3         | 2000, 2002, 2003       |
| ASD Terranova Terracina Beach Soccer | 2         | 2011, 2012             |
| Vasto Beach Soccer                   | 1         | 2001                   |
| ASD Catania Beach Soccer             | 1         | 2008                   |
| Napoli Beach Soccer                  | 1         | 2009                   |

#### Trophées individuels
| Année | Meilleur(s) joueur(s)                   | Meilleur(s) buteur(s)                 | Meilleur gardien                     |
| ----- | --------------------------------------- | ------------------------------------- | ------------------------------------ |
| 2004  |                                         | Pasquale Carotenuto (Catanzaro)       |                                      |
| 2005  |                                         | Pasquale Carotenuto (Catanzaro)       |                                      |
| 2006  |                                         | Ramiro Figueiras Amarelle (Milan)     |                                      |
| 2007  | Samoun (Milan) & Carotenuto (Catanzaro) | Pasquale Carotenuto (Catanzaro)       | Davide Bua (Catane)                  |
| 2008  | Neném (Catanzaro)                       | Madjer (Milan)                        |                                      |
| 2009  | Alessandro Tiberi (Napoli)              | Madjer (Cavalieri)                    | Marcelo Salgueiro (Naples)           |
| 2010  | Bruno Xavier (Catanzaro)                | Gabriele Gori (Viareggio)             | William Carotenuto (Catanzaro)       |
| 2011  | Bruno Xavier (Terracina)                | Soria (Colosseum) & Carotenuto (Rome) | Stefano Spada (Terracina)            |
| 2012  | Simone Marinai (Viareggio)              | Gabriele Gori (Viareggio)             | Stefano Spada (Terracina)            |
| 2013  | Stéphane François (Terracina)           | Bokinha (Milan)                       | Williamo Carotenuto (Sambenedettese) |

### Déroulement
Les 14 clubs participants sont divisés en deux groupes géographiques Nord-Sud qui s'affrontent lors de 7 étapes dont la finale.

### Clubs lors de la saison 2013
Liste des clubs ayant pris part au championnat d'Italie de beach soccer 2013 :
Groupe A (Sud) :
- Barletta Beach Soccer
- Belpassese
- Canalicchio Catania
- ASD Catania Beach Soccer
- Italica Beach Soccer
- Lamezia Terme Beach Soccer
- Panarea Cartanzaro BS
- ASD Terranova Terracina Beach Soccer

Groupe B (Nord) :
- Friuli Beach Soccer
- Livorno Beach Soccer
- Mare di Roma
- Milano Beach Soccer
- Alma Juventus Fano
- Sambenedettese BS
- Viareggio Beach Soccer

## Championnat féminin
Le championnat féminin existe depuis 2007 sous le contrôle de la LND. Lors de la première édition, la finale a lieu à Terracina, le Chiasellis remporte le championnat face à Sarzanese et Salerne.
Un championnat expérimental existe depuis 2005 et en 2008 vice-président de Football Division Leonardo Marras, vice-président de la ligue de football féminine promet une augmentation de l'activité.